# Jersey Boys (película)
Jersey Boys (en México, Jersey Boys: Persiguiendo la música) es una película biográfica, musical y dramática estadounidense de 2014, dirigida por Clint Eastwood basada en el musical homónimo ganador del Premio Tony. La película cuenta la historia del grupo musical The Four Seasons. Su estreno en los cines de Estados Unidos fue el 20 de junio de 2014.

## Sinopsis
La película cuenta la historia de cuatro jóvenes de Nueva Jersey que iban por mal camino y que se unieron para crear el icónico grupo de rock “The Four Seasons”. La historia de sus esfuerzos y de sus triunfos va acompañada de las canciones que influyeron en toda una generación, entre otras “Sherry”, “Big Girls Don’t Cry”, “Walk Like a Man”, “Dawn”, “Rag Doll”, “Bye Bye Baby”, “Who Loves You” y muchas más.

## Reparto
- John Lloyd Young como Frankie Valli
- Erich Bergen como Bob Gaudio
- Michael Lomenda como Nick Massi
- Vincent Piazza como Tommy DeVito
- Christopher Walken como Gyp DeCarlo
- Renée Marino como Mary Delgado
- Kathrine Narducci como Mary Rinaldi
- Lou Volpe como Padre de Frankie
- Mike Doyle como Bob Crewe
- Freya Tingley como Francine Valli (17 años)
- Jeremy Luke como Donnie
- Joey Russo como Joe Pesci
- Steve Schirripa como Vito
- Billy Gardell como Dueño de Our Son
- Francesca Fisher Eastwood como Camarera
- Sean Whalen como Ingeniero[4]

## Producción
En 2010, GK Films adquirió los derechos para producir la película, adaptada del musical, con Brickman y Elice escribieron el guion de la película. En agosto de 2012, Jon Favreau fue contratado para dirigir y hacer el casting que había comenzado.
Un tráiler de la película salió a la luz el 17 de abril de 2014.

## Banda sonora
Lista de canciones:
- 1.Preludio
- 2. "December, 1963 (Oh, What a Night)" – Frankie Valli & the Four Seasons
- 3. "My Mother's Eyes" – Frankie Valli
- 4. "I Can't Give You Anything but Love" – John Lloyd Young
- 5. "A Sunday Kind of Love" – John Lloyd Young, Frankie Valli & the Four Seasons
- 6. "Moody’s Mood for Love" – John Lloyd Young
- 7. "Cry for Me" – Erich Bergen
- 8. "Sherry" – John Lloyd Young
- 9. "Big Girls Don't Cry" – John Lloyd Young
- 10. "Walk Like a Man" – John Lloyd Young
- 11. "My Boyfriend's Back" – Kimmy Gatewood
- 12. "My Eyes Adored You" – John Lloyd Young
- 13. "Dawn (Go Away)" – John Lloyd Young
- 14. "Big Man in Town" – John Lloyd Young
- 15. "Beggin'" – Frankie Valli & the Four Seasons, John Lloyd Young, Ryan Malloy
- 16. Medley – John Lloyd Young 
a. "Stay"
b. "Let's Hang On! (To What We've Got)"
c. "Opus 17 (Don't You Worry 'bout Me)"
d. "Bye Bye Baby"
- 17. "C'mon Marianne" – Frankie Valli & the Four Seasons, John Lloyd Young
- 18. "Can't Take My Eyes Off You" – John Lloyd Young
- 19. "Working My Way Back to You" – John Lloyd Young
- 20. "Fallen Angel" – Frankie Valli
- 21. "Who Loves You" – Frankie Valli & the Four Seasons, John Lloyd Young
- 22. Closing Credits: "Sherry"/"December, 1963 (Oh, What a Night)" – John Lloyd Young, Erich Bergen, Michael Lomenda, Vincent Piazza
- 23. "Sherry" – Frankie Valli & the Four Seasons
- 24. "Dawn (Go Away)" – Frankie Valli & the Four Seasons
- 25. "Rag Doll" – Frankie Valli & the Four Seasons

## Recepción
En el sitio de crítica Rotten Tomatoes, la película actualmente tiene 54 % de calificación basada en 173 comentarios. El sitio de consenso dice: "Jersey Boys no es tan ingeniosa ni tan enérgica como pudiera ser, pero no se puede negar que tiene un potente placer en sus momentos musicales". En Metacritic, película tiene una calificación 54 sobre 100, basado en 39 comentarios, indicando "mixta o media" de comentarios.